# Mliwang
Mliwang is een bestuurslaag in het regentschap Tuban van de provincie Oost-Java, Indonesië. Mliwang telt 2165 inwoners (volkstelling 2010).